# Bramorji
Brámorji (znanstveno ime Gryllotalpidae) so majhna družina kobilic, ki jo uvrščamo v podred dolgotipalčnic. Vanjo uvrščamo okoli 60 opisanih vrst, ki so vse prilagojene za kopanje pod zemljo. Kljub majhnemu številu vrst so bramorji, ki živijo v bližini človeka (npr. na obdelanih površinah), splošno prepoznani kot škodljivci, saj lahko ob pomanjkanju nevretenčarskega plena napadajo tudi kulturne rastline.

## Opis
So velike in čokate žuželke z močnim zunanjim skeletom, ki jih najlaže prepoznamo po sprednjih nogah, katerih tibije so zelo razširjene in spominjajo na lopate, katerih površino dodatno povečujejo hitinasti zobci. Zadnje noge niso prilagojene za skakanje. Njihovo telo je povsem prilagojeno življenju pod zemljo. Za razliko od ostalih dolgotipalčnic imajo slabo razvite sestavljene oči in majhna krila, s katerimi lahko letijo le redke vrste (največkrat le samice). Njihovo telo je v celoti poraščeno z drobnimi dlačicami, ki odbijajo vodo. Močan oklep glave uporabljajo za utrjevanje sten rova med kopanjem.
Oglašajo se samo samci; njihov napev je podoben napevom drugih kobilic, z nekoliko nižjim tonom zaradi večjega telesa. Proizvajajo ga s stridulacijo - drgnjenjem zobcev na zadnjih nogah ob rob sprednjih kril. Njihovi slušni organi se nahajajo na tibijah sprednjih nog in so natančno uglašeni s frekvenco samčevega napeva. v območjih z zmernim podnebjem se parijo pozno spomladi do začetka junija. V tem času zlezejo na površje, nato pa samice poletijo proti samcem, ki jih kličejo s »svatbenim« napevom. Parijo se pod zemljo, samica po tistem izleže med 100 in 1000 rumenkastih jajčec v podzemno kamrico, ki jo je izkopal samec. Samice nekaterih vrst branijo zarod.
Na koncu zadka je par dolgih cerkov, občutljivih na dotik in gibanje zraka. Kadar jih kaj vzdraži, spustijo bramorji iz žlez na zadku lepljiv obrambni izloček.
Ličinke se izležejo po približno tednu dni; so belkaste barve, sicer pa podobne odraslim živalim. Odvisno od vrste se levijo šest- do desetkrat preden odrastejo, z vsako levitvijo so večje in bolj podobne odraslim. Prezimijo še kot ličinke, dokončno se preobrazijo poleti naslednje leto. Pred tem zapustijo bivališče in si poiščejo novega; premikajo se hitreje kot odrasle živali, saj ohranijo sposobnost skakanja. Spolno dozorijo šele dve leti po izvalitvi, nakar živijo še okoli enega leta.

### Bivališče
Živijo v sistemu podzemnih rovov, ki si jih z močnimi sprednjimi nogami izkopljejo pod zemljo. Posamezni rovi so široki po nekaj centimetrov, končujejo pa se s kamricami, namenjenimi odlaganju jajčec. Kamrice so približno velikosti teniških žogic. Omrežje rovov, ki jih utrdijo z rastlinskim materialom, poteka tik pod površjem, od njega pa se navzdol odcepljajo navpični rovi, ki so lahko globoki do nekaj metrov.

## Ekologija
Največkrat živijo v vlažni prsti, najraje v ilovici ali obdelani zemlji, ameriške vrste pa tudi v šoti. Pogosto jih najdemo v bližini vodnih teles. So vsejede žuželke; največkrat se prehranjujejo z drugimi nevretenčarji, ki jih izkopljejo, ob pomanjkanju hrane pa se lotijo tudi rastlinskih korenin in gomoljev. Znani so tudi primeri kanibalizma.
Ker živijo pod zemljo, imajo razen krtov malo naravnih sovražnikov. Pogosto pa so plen ptic (v Evropi npr. vran, čukov in smrdokaver) kadar zapustijo podzemeljska bivališča med parjenjem. V Avstraliji in Ameriki jih lovijo druge večje ali strupene žuželke.

### Pomen za človeka
Z rahljanjem obdelovalne zemlje ustvarja človek bramorjem zelo ustrezen življenjski prostor. Kadar se ti v njej preveč razmnožijo, pričnejo obžirati tudi rastlinske gomolje, korenine in poganjke, zaradi česar velja na primer navadni bramor, ki živi v srednji Evropi, za škodljivca. Bramorji iz rodu Scapteriscus so znani škodljivci na arašidih, tobaku, jagodnjakih in povrtninah v ameriških zveznih državah ob južnem Atlantskem oceanu ter Mehiškem zalivu. Po drugi strani pa se v vzhodni Aziji ponekod uporabljajo za hrano.
Ker veljajo za škodljivce, jih ljudje že dolgo zatirajo, zaradi česar so postali v nekaterih regijah že zelo redki. Poleg omejenega življenjskega območja jih zatiranje ogroža tudi zaradi dolge generacijske dobe. V Nemčiji tako velja navadni bramor za skrajno ogroženo vrsto in je zavarovan po zakonodaji o varstvu narave.

## Sistematika in evolucija
Najstarejše fosilne ostanke, ki pripadajo bramorjem, datirajo v zgodnji terciar. So bližnji sorodniki murnov.
Specializirane sprednje noge bramorjev so priročen zgled za konvergentno evolucijo. Kljub temu, da pripadajo popolnoma različnim živalskim skupinam, se je njim in krtom zaradi opravljanja enake funkcije razvila zelo podobna oblika sprednjih nog.
V srednji Evropi in s tem tudi v Sloveniji živi samo ena vrsta, navadni bramor (Gryllotalpa gryllotalpa). Malo južneje, v Italiji, pa so do zdaj našli že 9 vrst bramorjev. Ogroža jih erozija in uničevanje habitatov.